# پرزرد (مسجدسلیمان)
پرزرد روستایی از توابع بخش مرکزی شهرستان مسجدسلیمان در استان خوزستان ایران است.

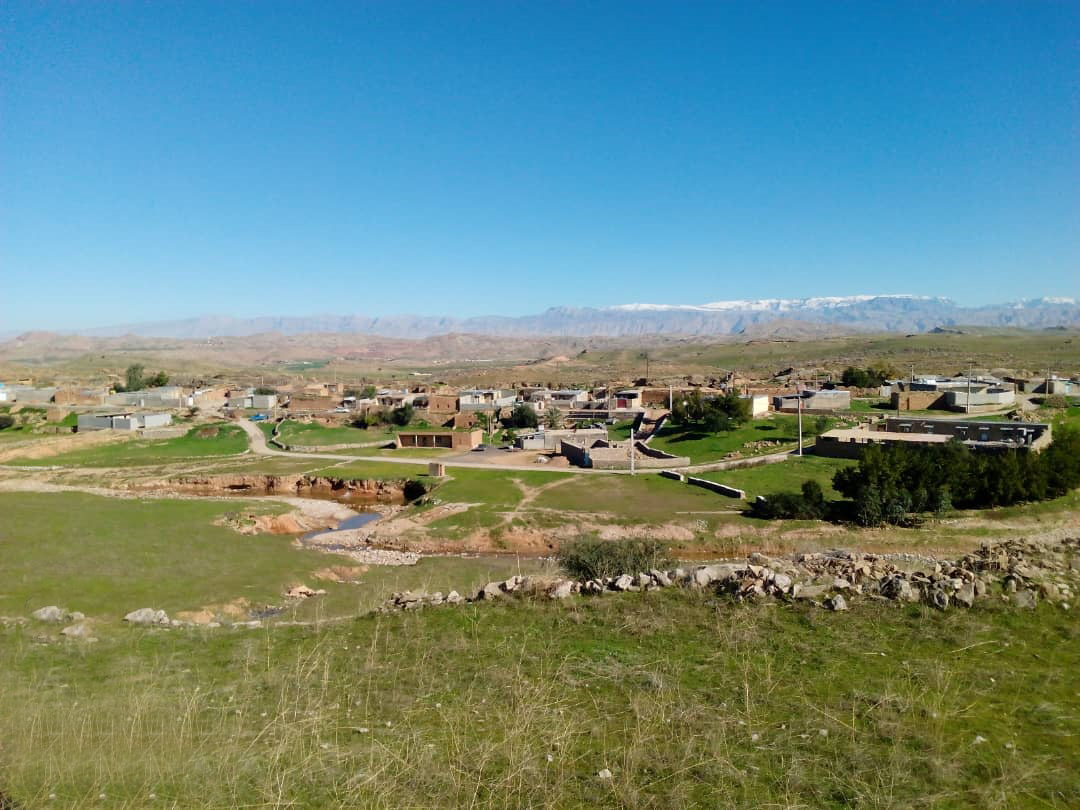
نمایی از روستای پرزرد در دهستان جهانگیری از توابع شهرستان مسجد سلیمان

## جمعیت
این روستا در دهستان جهانگیری قرار دارد و براساس سرشماری مرکز آمار ایران در سال 1395، جمعیت آن 121 نفر (42 خانوار) بوده‌است.